# Babcia Gandzia
Babcia Gandzia (tytuł oryg. Paulette) – francuska komedia kryminalna z 2012 roku w reżyserii Jérôme'a Enrico. Wyprodukowany przez Légende Films. W rolę wdowy Paulette zagrała francuska aktorka Bernadette Lafont.
Światowa premiera filmu miała miejsce 4 października 2012 roku. W Polsce premiera filmu odbyła się 26 grudnia 2013 roku.

## Opis fabuły
Film opowiada o wdowie Paulette (Bernadette Lafont), która od śmierci męża mieszka samotnie na przedmieściach Paryża. Pracowała w cukierni, ale lokal zamknięto, a na jego miejscu powstała azjatycka restauracja, obecnie kobieta nie jest w stanie utrzymać się z marnej emerytury. Sfrustrowana i zła na cały świat, obarczając swoimi niepowodzeniami emigrantów, starsza pani jest skłócona nawet z córką, która poślubiła czarnoskórego policjanta. Któregoś dnia w jej ręce wpada paczka haszyszu, którą wyrzuca do śmietnika ścigany przez policję diler. Paulette postanawia skorzystać z okazji i umawia się na spotkanie z miejscowymi gangsterami.

## Obsada
- Bernadette Lafont jako Paulette
- Carmen Maura jako Maria
- Dominique Lavanant jako Lucienne
- Françoise Bertin jako Renée
- André Penvern jako Walter
- Ismaël Dramé jako Léo
- Jean-Baptiste Anoumon jako Ousmane
- Axelle Laffont jako Agnès
- Paco Boublard jako Vito
- Aymen Saïdi jako Rachid